# Bas Dost
Bas Dost, né le 31 mai 1989 à Deventer aux Pays-Bas, est un footballeur international néerlandais, évoluant au poste d'attaquant.

## Biographie

### Carrière en club

#### FC Emmen (2007-2008)
Dost montre son potentiel à Emmen et le club lui offre un contrat avant le début de la saison 2007-2008, au cours de laquelle il joue en équipe une. Il débute sur le banc, mais au fil de la saison, il bénéficie de plus de temps de jeu. À un moment, il est sur le point de partir en Finlande, mais il décide de rester dans son pays natal. Il marque son premier but pour le club le 8 février 2008 contre Fortuna Sittard. Il réalise un coup d'éclat dans un match de derby contre le BV Veendam où il inscrit un hat-trick pour une victoire qui offre la victoire 3-2 à son équipe.

#### Heracles Almelo (2008-2010)
Dost signe pour Heracles Almelo à l'été 2008, pour une indemnité de transfert de plus de 300 000 euros. Il se révèle comme l'un des plus grands talents de l'Eredivisie. Après cette saison réussie, des rumeurs de transferts l'envoient à l'Ajax mais il s'engage finalement pour le SC Heerenveen le 4 février 2010 sur les conseils de son agent Henk Nienhuis.

#### SC Heerenveen (2010-2012)
Le 18 mai 2010, le jeune attaquant signe au SC Heerenveen, le jeune attaquant de 20 ans arrive en provenance de Heracles Almelo pour une indemnité de transfert de  3,2 millions d'euros et s'engage pour cinq ans. Durant sa première saison, il termine meilleur buteur du club avec 13 buts en championnat.
Le 10 décembre 2011, Dost inscrit un quintuplé qui permet à son club de l'emporter 5-0 contre l'Excelsior Rotterdam, marquant 14 buts en seize journées de championnat. Son excellente saison attire de nombreux clubs dont Aston Villa et le Borussia Mönchengladbach. Il finit meilleur buteur de l'Eredivisie avec 32 buts en 34 matchs.

#### VfL Wolfsburg (2012-2016)
Le 1er juin 2012, le site officiel du VfL Wolfsburg annonce que Dost rejoint le club. Le 25 août 2012, il marque le but de la victoire face à Stuttgart pour ses débuts en Bundesliga. Le 27 octobre 2012, à la suite du limogeage de Felix Magath, Dost réussi un doublé pour les débuts de Lorenz-Günther Köstner en tant qu'entraineur du club, s'imposant 4-1 contre le Fortuna Düsseldorf.
Il connait une saison 2013-2014 plus difficile, concurrencé en attaque par le Croate Ivica Olić. Le 8 décembre 2013, il marque le but gagnant contre les champions du Borussia Dortmund dans une victoire 3-2 à l'extérieur.
Dost commence la saison 2014-2015 comme troisième choix d'attaque de Wolfsburg et fait ses débuts en Europe pendant la troisième journée de la Ligue Europa dans une victoire de 4-2 contre le FK Krasnodar. Fin  janvier 2015, il marque deux buts dans une victoire historique à domicile de 4-1 contre le Bayern Munich en championnat, le premier joueur en 102 matchs à inscrire un doublé contre cet adversaire. Le mois de février est des plus fructueux pour Dost. En effet, il inscrit un quadruplé à l'extérieur, contre le Bayer Leverkusen dans une victoire 5-4  au bout d'un match très serré, et totalise neuf buts en dix matchs de Bundesliga. Dost réalise à nouveau un doublé dans une victoire de 2-0 contre le Sporting CP au premier tour à élimination directe de la Ligue Europa avant de réaliser son troisième doublé de la saison qui permet à son équipe de s'imposer 2-1 contre le Hertha BSC. En une semaine, il trouve le chemin des filets à huit reprises. Dost confirme sa bonne forme en marquant son quatrième doublé dans la victoire 5-3 sur le Werder Brême. Depuis le début d'année 2015, il marque à onze reprises en six matchs de championnat,, et a le meilleur ratio de buts d'Europe avec 1,3 buts par matchs, trouvant le chemin des filets toutes les 78 minutes en moyenne. Ses bonnes performances avec les Loups retiennent l'attention du Bayern Munich, montrant que Dost a changé de statut depuis le début de l'année. En avril 2015, le quotidien allemand Bild révèle que des clubs anglais comme Southampton sont intéressés par l'international néerlandais. En confiance, il offre deux passes décisives lors de la victoire 2-0 de Wolfsburg contre Hambourg. Wolfsburg finit sa belle saison, bien aidée par la forme de Dost, dauphin du Bayern en Bundesliga.
Néanmoins, sa saison 2015-2016 est difficile et le départ de Kevin De Bruyne, qui formait une belle paire d'attaque avec le Néerlandais, ponctue les difficultés du buteur. Il découvre cependant la Ligue des champions où il marque un but. À la fin de la saison, les rumeurs de départ de Dost se font insistantes.

#### Sporting CP (2016-2019)
Le 28 août 2016, Dost rejoint le Sporting CP pour 10 millions d'euros.
En perte de temps de jeu à Wolfsburg, Dost rejoint le Sporting où il s'empare rapidement du poste de titulaire d'attaque. Retrouvant la confiance dans un championnat portugais lui convenant, il fait partie des meilleurs buteurs européens en début d'année 2017. Dost survole le classement des buteurs de Primeira Liga et finit logiquement meilleur buteur avec 34 buts marqués en 31 matchs. Il finit également deuxième meilleur buteur de la saison 2017-2018 derrière Jonas.

#### Eintracht Francfort (2019-2021)
Le 26 août 2019, Dost rejoint l'Eintracht Francfort pour 7 millions d'euros . Il marque dès son premier match pour Francfort, le 1er septembre 2019 face au Fortuna Düsseldorf, en championnat. Il permet à son équipe d'égaliser d'un but de la tête et son équipe finit par s'imposer (2-1 score final). Le 30 octobre 2019 il marque un doublé contre le FC St. Pauli en coupe d'Allemagne, permettant à son équipe de s'imposer (1-2).

#### Club Bruges KV (2021-2022)
Le 25 décembre 2020, il signe pour le Club Bruges KV pour un montant estimé à 4 millions d'euros.
Le 10 janvier 2021, il marque son premier but dès son premier match en Division 1A belge.
Il marquera cinq buts lors de ces six premiers matchs.

#### Retour aux Pays-Bas (depuis 2022)
Le 1er juillet 2022, il signe pour une saison au FC Utrecht puis s'engage la saison suivante au NEC Nimègue.
Le 29 octobre 2023, il est victime d'un malaise cardiaque lors d'un match de championnat contre l'AZ Alkmaar et est contraint de mettre sa carrière entre parenthèses.

### En équipe nationale
En août 2012, Dost est convoqué pour la première fois en sélection nationale par Louis van Gaal lors d'un match amical contre la Belgique mais il est sur le banc pendant la rencontre. Néanmoins, son manque de régularité en club l’empêche d’être rappelé avec les Pays-Bas.
À la suite de ses performances avec Wolfsburg, il est appelé en sélection le 11 mars 2015 pour jouer les rencontres amicales contre la Turquie et l'Espagne. Le 28 mars 2015, il fait ses débuts internationaux en rentrant en jeu durant la seconde période, à la place de De Jong, lors d'un nul 1-1 contre la Turquie. N'étant pas titulaire mais remplaçant lors des deux rencontres, ses débuts sous le maillot orange sont jugés bons.

## Statistiques

### Statistiques détaillées
| Saison                | Club                  | Championnat           | Championnat | Championnat | Championnat | Coupe nationale | Coupe nationale | Coupe nationale | Coupe de la Ligue | Coupe de la Ligue | Coupe de la Ligue | Supercoupe | Supercoupe | Supercoupe | Compétition(s) continentale(s) | Compétition(s) continentale(s) | Compétition(s) continentale(s) | Compétition(s) continentale(s) | Plays off | Plays off | Plays off | Pays-Bas | Pays-Bas | Pays-Bas | Total | Total | Total |
| Saison                | Club                  | Division              | M.          | B.          | P.d.        | M.              | B.              | P.d.            | M.                | B.                | P.d.              | M.         | B.         | P.d.       | Comp.                          | M.                             | B.                             | P.d.                           | M.        | B.        | P.d.      | M.       | B.       | P.d.     | M.    | B.    | P.d.  |
| 2007-2008             | FC Emmen              | Eerste Divisie        | 23          | 6           | 0           | 1               | 0               | 0               | -                 | -                 | -                 | -          | -          | -          | -                              | -                              | -                              | -                              | -         | -         | -         | -        | -        | -        | 24    | 6     | 0     |
| Sous-total            | Sous-total            | Sous-total            | 23          | 6           | 0           | 1               | 0               | 0               | 0                 | 0                 | 0                 | 0          | 0          | 0          | -                              | 0                              | 0                              | 0                              | 0         | 0         | 0         | 0        | 0        | 0        | 24    | 6     | 0     |
| 2008-2009             | Heracles Almelo       | Eredivisie            | 27          | 3           | 3           | 1               | 0               | 0               | -                 | -                 | -                 | -          | -          | -          | -                              | -                              | -                              | -                              | -         | -         | -         | -        | -        | -        | 28    | 3     | 3     |
| 2009-2010             | Heracles Almelo       | Eredivisie            | 34          | 14          | 4           | 3               | 1               | 1               | -                 | -                 | -                 | -          | -          | -          | -                              | -                              | -                              | -                              | 2         | 1         | 0         | -        | -        | -        | 39    | 16    | 5     |
| Sous-total            | Sous-total            | Sous-total            | 61          | 17          | 7           | 4               | 1               | 1               | 0                 | 0                 | 0                 | 0          | 0          | 0          | -                              | 0                              | 0                              | 0                              | 2         | 1         | 0         | 0        | 0        | 0        | 67    | 19    | 8     |
| 2010-2011             | SC Heerenveen         | Eredivisie            | 32          | 13          | 1           | 2               | 1               | 0               | -                 | -                 | -                 | -          | -          | -          | -                              | -                              | -                              | -                              | -         | -         | -         | -        | -        | -        | 34    | 14    | 1     |
| 2011-2012             | SC Heerenveen         | Eredivisie            | 34          | 32          | 7           | 5               | 6               | 0               | -                 | -                 | -                 | -          | -          | -          | -                              | -                              | -                              | -                              | -         | -         | -         | -        | -        | -        | 39    | 38    | 7     |
| Sous-total            | Sous-total            | Sous-total            | 66          | 45          | 8           | 7               | 7               | 0               | 0                 | 0                 | 0                 | 0          | 0          | 0          | -                              | 0                              | 0                              | 0                              | 0         | 0         | 0         | 0        | 0        | 0        | 73    | 52    | 8     |
| 2012-2013             | VfL Wolfsburg         | Bundesliga            | 28          | 8           | 1           | 5               | 4               | 1               | -                 | -                 | -                 | -          | -          | -          | -                              | -                              | -                              | -                              | -         | -         | -         | -        | -        | -        | 33    | 12    | 2     |
| 2013-2014             | VfL Wolfsburg         | Bundesliga            | 13          | 4           | 0           | 2               | 1               | 0               | -                 | -                 | -                 | -          | -          | -          | -                              | -                              | -                              | -                              | -         | -         | -         | -        | -        | -        | 15    | 5     | 0     |
| 2014-2015             | VfL Wolfsburg         | Bundesliga            | 21          | 16          | 4           | 6               | 2               | 3               | -                 | -                 | -                 | -          | -          | -          | C3                             | 9                              | 2                              | 0                              | -         | -         | -         | 3        | 0        | 1        | 39    | 20    | 8     |
| 2015-2016             | VfL Wolfsburg         | Bundesliga            | 22          | 8           | 2           | 2               | 1               | 0               | -                 | -                 | -                 | 1          | 0          | 0          | C1                             | 6                              | 1                              | 0                              | -         | -         | -         | 3        | 1        | 1        | 34    | 11    | 3     |
| 2016-2017             | VfL Wolfsburg         | Bundesliga            | 1           | 0           | 1           | 1               | 1               | 0               | -                 | -                 | -                 | -          | -          | -          | -                              | -                              | -                              | -                              | -         | -         | -         | -        | -        | -        | 2     | 1     | 1     |
| Sous-total            | Sous-total            | Sous-total            | 85          | 36          | 8           | 16              | 9               | 4               | 0                 | 0                 | 0                 | 1          | 0          | 0          | -                              | 15                             | 3                              | 0                              | 0         | 0         | 0         | 6        | 1        | 2        | 123   | 49    | 14    |
| 2016-2017             | Sporting CP           | Primeira Liga         | 31          | 34          | 4           | 2               | 1               | 0               | 2                 | 0                 | 1                 | -          | -          | -          | C1                             | 6                              | 1                              | 0                              | -         | -         | -         | 9        | 0        | 0        | 50    | 36    | 5     |
| 2017-2018             | Sporting CP           | Primeira Liga         | 30          | 27          | 3           | 4               | 2               | 0               | 4                 | 1                 | 1                 | -          | -          | -          | C1+C3                          | 8+3                            | 3+1                            | 0+1                            | -         | -         | -         | 3        | 0        | 1        | 52    | 34    | 6     |
| 2018-2019             | Sporting CP           | Primeira Liga         | 22          | 15          | 0           | 5               | 5               | 1               | 4                 | 2                 | 0                 | -          | -          | -          | C3                             | 4                              | 1                              | 0                              | -         | -         | -         | -        | -        | -        | 35    | 23    | 1     |
| 2019-2020             | Sporting CP           | Primeira Liga         | 1           | 0           | 0           | -               | -               | -               | -                 | -                 | -                 | 1          | 0          | 0          | -                              | -                              | -                              | -                              | -         | -         | -         | -        | -        | -        | 2     | 0     | 0     |
| Sous-total            | Sous-total            | Sous-total            | 84          | 76          | 7           | 11              | 8               | 1               | 10                | 3                 | 2                 | 1          | 0          | 0          | -                              | 21                             | 6                              | 1                              | 0         | 0         | 0         | 12       | 0        | 1        | 139   | 93    | 12    |
| 2019-2020             | Eintracht Francfort   | Bundesliga            | 24          | 8           | 2           | 2               | 2               | 0               | -                 | -                 | -                 | -          | -          | -          | C3                             | 4                              | 0                              | 0                              | -         | -         | -         | -        | -        | -        | 30    | 10    | 2     |
| 2020-2021             | Eintracht Francfort   | Bundesliga            | 12          | 4           | 2           | 1               | 1               | 1               | -                 | -                 | -                 | -          | -          | -          | -                              | -                              | -                              | -                              | -         | -         | -         | -        | -        | -        | 13    | 5     | 3     |
| Sous-total            | Sous-total            | Sous-total            | 36          | 12          | 4           | 3               | 3               | 1               | 0                 | 0                 | 0                 | 0          | 0          | 0          | -                              | 4                              | 0                              | 0                              | 0         | 0         | 0         | 0        | 0        | 0        | 43    | 15    | 5     |
| 2020-2021             | Club Bruges KV        | Jupiler Pro League    | 19          | 9           | 1           | 1               | 1               | 0               | -                 | -                 | -                 | -          | -          | -          | C1+C3                          | 0+2                            | 0+0                            | 0+0                            | -         | -         | -         | -        | -        | -        | 22    | 10    | 1     |
| 2021-2022             | Club Bruges KV        | Jupiler Pro League    | 25          | 12          | 0           | 5               | 2               | 0               | -                 | -                 | -                 | -          | -          | -          | C1                             | 3                              | 0                              | 0                              | 1         | 0         | 0         | -        | -        | -        | 34    | 14    | 0     |
| Sous-total            | Sous-total            | Sous-total            | 44          | 21          | 1           | 6               | 3               | 0               | 1                 | 0                 | 0                 | 0          | 0          | 0          | -                              | 5                              | 0                              | 0                              | 1         | 0         | 0         | 0        | 0        | 0        | 57    | 24    | 1     |
| 2022-2023             | FC Utrecht            | Eredivisie            | -           | -           | -           | -               | -               | -               | -                 | -                 | -                 | -          | -          | -          | -                              | -                              | -                              | -                              | -         | -         | -         | -        | -        | -        | 0     | 0     | 0     |
| Sous-total            | Sous-total            | Sous-total            | 0           | 0           | 0           | 0               | 0               | 0               | 0                 | 0                 | 0                 | 0          | 0          | 0          | -                              | 0                              | 0                              | 0                              | 0         | 0         | 0         | 0        | 0        | 0        | 0     | 0     | 0     |
| Total sur la carrière | Total sur la carrière | Total sur la carrière | 399         | 213         | 35          | 48              | 31              | 7               | 11                | 3                 | 2                 | 2          | 0          | 0          | -                              | 45                             | 9                              | 1                              | 3         | 1         | 0         | 18       | 1        | 3        | 526   | 258   | 48    |

### But en sélection
| 0 | Date             | Sél. | Lieu                                          | Résultat | Adversaire     | Compétition  | Détail | Détail     | Détail |
| - | ---------------- | ---- | --------------------------------------------- | -------- | -------------- | ------------ | ------ | ---------- | ------ |
| 1 | 13 novembre 2015 | 4    | Cardiff City Stadium, Cardiff, Pays de Galles | 2-3      | Pays de Galles | Match amical | 32e    | de la tête | 0-1    |

## Palmarès
Dost remporte la Coupe d'Allemagne avec le VfL Wolfsburg en 2015, il y remporte également la Supercoupe d'Allemagne la même année. Sur le plan individuel, il termine meilleur buteur du championnat des Pays-Bas avec 32 buts inscrits lors de la saison 2011-2012. Il termine également meilleur buteur du championnat du Portugal avec 34 buts lors de la saison 2016-2017.